# バミューダトライアングル 〜カラフル・パストラーレ〜
『バミューダトライアングル 〜カラフル・パストラーレ〜』は、2019年1月から3月まで放送された、カードファイト!! ヴァンガードに登場するクラン「バミューダ△」を取り扱ったスピンオフ作品。

## スタッフ
- 原作・製作 - ブシロード[3]
- キャラクター原案 - 藤真拓哉[3]
- 監督 - 西村純二[3]
- 監督助手 - 菅野幸子
- シリーズ構成 - 横手美智子[3]
- キャラクターデザイン・総作画監督 - 橋本貴吉[3]
- プロップデザイン - 岩畑剛一、鈴木典孝[3]
- サブキャラクターデザイン - 武田芽衣[3]
- 美術設定・美術監督 - 渋谷幸弘[3]
- 設定協力・LO監修 - 益田賢治[3]
- 色彩設計 - 中尾総子[3]
- 撮影監督 - 服部安[3]
- 3DCG - テトラ[3]
- CGディレクター - 河村正昭
- 編集 - 関一彦[3]
- 音響監督 - 横田知加子[3]
- 音楽 - Naoki、hanawaya[3]
- 音楽プロデュース - 吉川洋一郎[3]
- エグゼクティブプロデューサー - 島村匡俊
- プロデューサー - 渡邉未来
- 制作プロデューサー - 佐藤博明、木村健吾
- アニメーション制作 - セブン・アークス・ピクチャーズ[3]

## キャスト
- ソナタ - 武田羅梨沙多胡
- カノン - 平栗萌香
- フィナ - 紡木吏佐
- セレナ - 遠野ひかる
- キャロ - 進藤あまね

## 主題歌
「Wonderland Girl」
Pastel*Palettesによるオープニングテーマ。作詞は織田あすか、作曲・編曲は菊田大介。
「シャボン」
エンディングテーマおよび挿入歌。作詞・作曲は三浦誠司、編曲は安岡洋一郎（エンディング）、山崎泰之（挿入歌）。
エピソードごとに歌唱するキャラクターは異なる。詳細は「#各話リスト」を参照。

## 各話リスト
| 話数   | サブタイトル             | 脚本                | 絵コンテ | 演出       | 作画監督                                             | エンディング歌唱                        | エンドカード   | 初放送日       |
| ------ | ------------------------ | ------------------- | -------- | ---------- | ---------------------------------------------------- | --------------------------------------- | -------------- | -------------- |
| 第1話  | パーレルへようこそ       | 横手美智子          | 西村純二 | 西村純二   | 飯嶋友里恵、平田賢一 藤田正幸、吉岡敏幸              | ソナタ（武田羅梨沙多胡）                | 藤真拓哉       | 2019年 1月12日 |
| 第2話  | キネオーブがこんなに     | 横手美智子          | 岩畑剛一 | 西村大樹   | 金正男、高瀬ゆり子 小林一三、柳瀬譲二                | フィナ（紡木吏佐）                      | たにはらなつき | 1月19日        |
| 第3話  | 5人いっしょ              | 和場明子            | 中村近世 | 中村近世   | 宮地聡子、藤田正幸 平田賢一                          | カノン（平栗萌香）                      | さくらねこ     | 1月26日        |
| 第4話  | 大胆に思い切って         | 青木由香            | 細田雅弘 | 細田雅弘   | 石井ゆみこ、岡田雅人 NEOX、西田美弥子 棚澤香織       | セレナ（遠野ひかる）                    | はま           | 2月2日         |
| 第5話  | びっくりワクワク         | 和場明子            | 久慈悟郎 | 久慈悟郎   | 飯嶋友里恵、河本美代子 吉岡敏幸、J-cube Lee Sang Jin | キャロ（進藤あまね）                    | かわすみ       | 2月9日         |
| 第6話  | あなたの名前を教えて     | 西村ジュンジ        | 西村純二 | 菅野幸子   | 平田賢一、西田美弥子 藤田正幸                        | フィナ（紡木吏佐）                      | 木村樹崇       | 2月16日        |
| 第7話  | だから全部いただくわ     | 和場明子            | 小林一三 | 高瀬ゆり子 | ANIHOUSE SUN、星鳴社 戯画プロダクション              | チェル（大久保瑠美） 初田悦子（挿入歌） | 田所哲平       | 2月23日        |
| 第8話  | それはね、靴っていうの   | 青木由香 横手美智子 | 増田敏彦 | 浜田将太   | Lee Sang Jin                                         | セレナ（遠野ひかる）                    | なつめえり     | 3月2日         |
| 第9話  | ね、君も食べる？         | 和場明子            | 中山岳洋 | 松村樹里亜 | 吉岡敏幸、岡田雅人 石井ゆみこ、NEOX 西田美弥子       | キャロ（進藤あまね）                    | 西あすか       | 3月9日         |
| 第10話 | これ、どうやって撮るの？ | 西村ジュンジ        | 細田雅弘 | 細田雅弘   | Hwang Seong-won Moon Hee                             | ソナタ（武田羅梨沙多胡）                | 藤ちょこ       | 3月16日        |
| 第11話 | この曲は                 | 横手美智子          | 岩畑剛一 | 前園文夫   | ANIHOUSE SUN、星鳴社 戯画プロダクション              | カノン（平栗萌香）                      | ひと和         | 3月23日        |
| 第12話 | 小さな光となって輝いて   | 横手美智子          | 西村純二 | 西村純二   | 石井ゆみこ、河本美代子 西田美弥子、藤田正幸 宮地聡子 | カラフル・パストラーレ                  | 藤真拓哉       | 3月30日        |

## 放送局
| 放送期間                | 放送時間                     | 放送局     | 対象地域 | 備考                      |
| ----------------------- | ---------------------------- | ---------- | -------- | ------------------------- |
| 2019年1月12日 - 3月30日 | 土曜 22:00 - 22:30           | TOKYO MX   | 東京都   |                           |
|                         |                              | サンテレビ | 兵庫県   |                           |
|                         | 土曜 23:00 - 23:30           | AT-X       | 日本全域 | CS放送 / リピート放送あり |
| 2019年1月13日 - 3月31日 | 日曜 1:30 - 2:00（土曜深夜） | BS11       | 日本全域 | BS放送 / 『ANIME+』枠     |

インターネットでは、AbemaTVにて2019年1月12日21:30より配信。

### ユニットメンバー
1. ↑  丸山彩（前島亜美）、氷川日菜（小澤亜李）、白鷺千聖（上坂すみれ）、大和麻弥（中上育実）、若宮イヴ（秦佐和子）